# Tour de Pekín 2012
La 2ª edición del Tour de Pekín se disputó entre el 9 y el 13 de octubre de 2012, contó con un recorrido de 753,5 km distribuidos en cinco etapas, con inicio en la Plaza de Tian'anmen y final en el distrito de Pinggu.
Fue la última carrera del UCI WorldTour 2012.
Participaron los 18 equipos de categoría UCI ProTeam (al ser obligada su participación); más el chino de categoría Profesional Continental mediante invitación de la organización (Champion System Pro Cycling Team). Formando así un pelotón de 143 ciclistas, con 8 corredores cada equipo (excepto el Saxo Bank-Tinkoff Bank, AG2R La Mondiale, FDJ-Big Mat, Vacansoleil-DCM, Astana y BMC Racing que salieron con 7 y el Sky que salió con 5), de los que acabaron 124. A destacar la retirada de la invitación al Argos-Shimano debido a las protestas chinas antijaponesas de agosto-septiembre (Shimano es una marca japonesa) debido a la disputa territorial de las Islas Senkaku que también afectó al Tour de China con la retirada del equipo japonés del Aisan Racing Team; además tampoco participó la Selección de China sin explicación aparente que fue sustituido, en cierta manera, por el Champion System.
El ganador final fue Tony Martin tras hacerse con la segunda etapa consiguiendo una ventaja suficiente como para alzarse con la victoria. Le acompañaron en el podio Francesco Gavazzi y Edvald Boasson Hagen (vencedor de la clasificación por puntos), respectivamente.
En las otras clasificaciones secundarias se impusieron Daniel Martin (montaña), Rafał Majka (jóvenes) y Liquigas-Cannondale (equipos).

## Etapas
| Etapa | Fecha         | Recorrido                                     | km    | Ganador           | Líder        |
| ----- | ------------- | --------------------------------------------- | ----- | ----------------- | ------------ |
| 1.ª   | 9 de octubre  | Plaza de Tian'anmen-Estadio Nacional de Pekín | 117   | Elia Viviani      | Elia Viviani |
| 2.ª   | 10 de octubre | Estadio Nacional de Pekín-Mentougou           | 126   | Tony Martin       | Tony Martin  |
| 3.ª   | 11 de octubre | Mentougou-Badaling                            | 162.5 | Francesco Gavazzi | Tony Martin  |
| 4.ª   | 12 de octubre | Yanqing-Changping                             | 165,5 | Marco Haller      | Tony Martin  |
| 5.ª   | 13 de octubre | Changping-Pinggu                              | 182.5 | Steve Cummings    | Tony Martin  |

## Clasificaciones finales

### Clasificación general
| Posición | Ciclista             | Equipo                  | Tiempo           |
| -------- | -------------------- | ----------------------- | ---------------- |
|          | Tony Martin          | Omega Pharma-Quick Step | 17 h 16 min 56 s |
| 2        | Francesco Gavazzi    | Astana                  | a 40 s           |
| 3        | Edvald Boasson Hagen | Sky                     | a 46 s           |
| 4        | Daniel Martin        | Garmin-Sharp            | a 50 s           |
| 5        | Eros Capecchi        | Liquigas-Cannondale     | a 52 s           |
| 6        | Rinaldo Nocentini    | Ag2r La Mondiale        | a 56 s           |
| 7        | Rafał Majka          | Saxo Bank-Tinkoff Bank  | m.t.             |
| 8        | Tomasz Marczynski    | Vacansoleil-DCM         | m.t.             |
| 9        | Rui Costa            | Movistar                | a 1 min 0 s      |
| 10       | Tim Wellens          | Lotto Belisol           | m.t.             |

### Clasificación por puntos
| Posición | Ciclista             | Equipo              | Puntos |
| -------- | -------------------- | ------------------- | ------ |
|          | Edvald Boasson Hagen | Sky                 | 49     |
| 2        | Francesco Gavazzi    | Astana              | 39     |
| 3        | Elia Viviani         | Liquigas-Cannondale | 30     |
| 4        | Rinaldo Nocentini    | Ag2r La Mondiale    | 29     |
| 5        | Tom Slagter          | Rabobank            | 28     |

### Clasificación de la montaña
| Posición | Ciclista       | Equipo                 | Puntos |
| -------- | -------------- | ---------------------- | ------ |
|          | Daniel Martin  | Garmin-Sharp           | 39     |
| 2        | Pim Ligthart   | Vacansoleil-DCM        | 26     |
| 3        | Tony Martin    | Omega Pharma-Quickstep | 20     |
| 4        | Steve Cummings | BMC Racing             | 16     |
| 5        | Jérémy Roy     | FDJ-Big Mat            | 15     |

### Clasificación de los jóvenes
| Posición | Ciclista     | Equipo                 | Tiempo           |
| -------- | ------------ | ---------------------- | ---------------- |
|          | Rafał Majka  | Saxo Bank-Tinkoff Bank | 17 h 17 min 52 s |
| 2        | Tim Wellens  | Lotto Belisol          | a 4 s            |
| 3        | Tom Slagter  | Rabobank               | a 9 s            |
| 4        | Moreno Moser | Liquigas-Cannondale    | a 13 s           |
| 5        | Chris Butler | Champion System        | a 2 min 35 s     |

### Clasificación por equipos
| Posición | Equipo              | Tiempo           |
| -------- | ------------------- | ---------------- |
|          | Liquigas-Cannondale | 51 h 56 min 06 s |
| 2        | Euskaltel-Euskadi   | a 27 s           |
| 3        | Astana              | a 1 min 56 s     |
| 4        | RadioShack-Nissan   | a 2 min 29 s     |
| 5        | BMC Racing          | a 3 min 26 s     |

## Evolución de las clasificaciones
| Etapa (Vencedor)              | Clasificación general | Clasificación por puntos | Clasificación de la montaña | Clasificación de los jóvenes | Clasificación por equipos |
| ----------------------------- | --------------------- | ------------------------ | --------------------------- | ---------------------------- | ------------------------- |
| 1.ª etapa (Elia Viviani)      | Elia Viviani          | Elia Viviani             | no se entregó               | Elia Viviani                 | Movistar                  |
| 2.ª etapa (Tony Martin)       | Tony Martin           | Tony Martin              | Daniel Martin               | Rafał Majka                  | Astana                    |
| 3.ª etapa (Francesco Gavazzi) | Tony Martin           | Francesco Gavazzi        | Daniel Martin               | Rafał Majka                  | Liquigas-Cannondale       |
| 4.ª etapa (Marco Haller)      | Tony Martin           | Edvald Boasson Hagen     | Daniel Martin               | Rafał Majka                  | Liquigas-Cannondale       |
| 5.ª etapa (Steve Cummings)    | Tony Martin           | Edvald Boasson Hagen     | Daniel Martin               | Rafał Majka                  | Liquigas-Cannondale       |
| Final                         | Tony Martin           | Edvald Boasson Hagen     | Daniel Martin               | Rafał Majka                  | Liquigas-Cannondale       |